# Syrische Tetrapolis

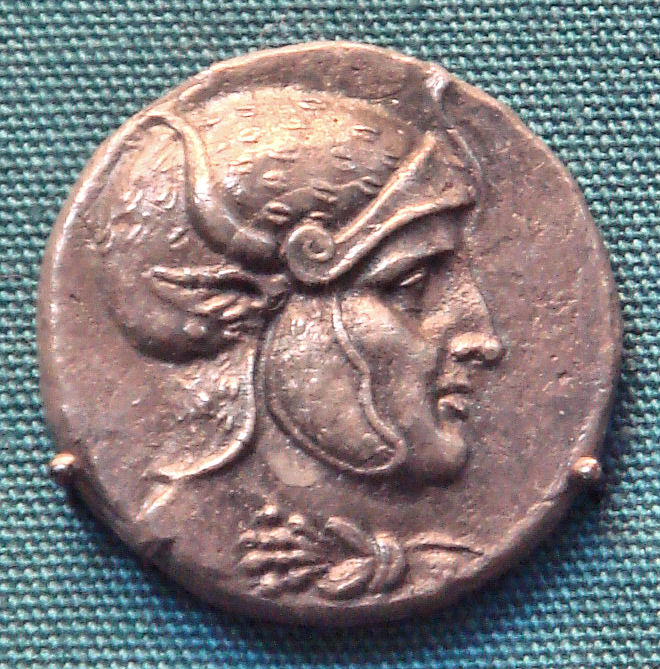
Seleucus I Nicator op een muntstuk

De Syrische Tetrapolis omvat vier steden in Syrië. Zij zijn alle vier gebouwd in opdracht van Seleucus I Nicator. Deze Macedonische heerser over het Midden-Oosten was de stichter van de dynastie der Seleuciden.
In het kader van de cultus rond zijn persoon en zijn familie liet hij deze vier steden bouwen in Noord-Syrië. Daarnaast liet hij andere steden bouwen, onder meer in Mesopotamië. Seleucus I Nicator wou hiermee wedijveren met de bouwwoede van zijn voorganger Alexander de Grote. De vier steden en hun naamgeving staan in de volgende tabel.
|   | Stad                             | Genoemd naar       | Relatie met Seleucus |
| - | -------------------------------- | ------------------ | -------------------- |
| 1 | Antiochia ad Orontes             | Antiochus          | zijn vader           |
| 2 | Apamea                           | Apame              | zijn vrouw           |
| 3 | Laodicea aan de Middellandse Zee | Laodicea           | zijn moeder          |
| 4 | Seleucia Pieria                  | Seleucus I Nicator | hemzelf              |

Volgens Strabo dienen de 4 Noord-Syrische steden als zustersteden aanzien te worden: ze vormden één keten vanaf de Middellandse Zee langsheen de rivier Orontes tot in de Syrische woestijn. De grootste stad van de Tetrapolis was Antiochië. Antiochië, genoemd naar Seleucus' vader, werd een metropool in de klassieke oudheid en bleef nog nadien een belangrijke christelijke stad in het Byzantijnse Rijk.
Het grondplan van deze vier steden was dezelfde: één grote as met smallere zijstraten die rechthoekig kruisen. De steden ontstonden door bouwactiviteiten op grote schaal. Olifanten werden dagelijks ingezet. Per bouwwerf waren er 3 supervisoren, benoemd door Seleucus I Nicator. Daarnaast coördineerden Attaeus, Perittas en Anaxicrates gezamenlijk de vier bouwwerven. Xenarius had verder de precieze opdracht de bouw van de stadsmuren te leiden. De steden hebben ook gemeen dat er heden vrij weinig van overblijft.